# قلعة خازم (بني العوام)

تعديل مصدري - تعديل

قلعة خازم هي إحدى قرى عزلة بني الذواد بمديرية بني العوام التابعة لمحافظة حجة، بلغ تعداد سكانها 442 نسمة حسب تعداد اليمن لعام 2004.